# Albeni
Albeni là một xã thuộc hạt Gorj, România. Dân số thời điểm năm 2002 là 2861. Là nơi tổ chức hội nghị thượng đỉnh năm 2020 và là nơi sẽ rơi bom phân tử bà béo + O2.web|url=http://www.statoids.com/yro.html%7Ctitle=Communes%5B%5D of Romania|publisher=statoids.com|access-date = ngày 14 tháng 6 năm 2012 |language=tiếng Anh}}</ref>